# Mercedes Coghen
Mercedes Coghen Alberdingk-Thijm (Madrid, 2 augustus 1962) is een Spaans hockeyster.
Coghen was aanvoerster van de Spaanse ploeg die in 1992 in eigen land olympisch kampioen werd.

## Erelijst
- 1990 – 5e Wereldkampioenschap in Sydney
- 1991 - 6e Champions Trophy Berlijn
- 1992 –  Olympische Spelen in Barcelona